# Punta de Abreojos
La Punta Abreojos es un cabo en la costa del Pacífico mexicana. Se encuentra en la costa occidental de la península de Baja California, en 26°42′N 113°35′O / 26.700, -113.583. En ella hay una localidad llamada Punta Abreojos, en el municipio de Mulegé  (en el estado de Baja California Sur). Tiene 3000 habitantes y está a 20 metros de altitud.

La localidad e encuentra ubicada en la entrada a la Laguna San Ignacio, una Reserva de la Biósfera, que es frecuentemente visitada por las ballenas grises. Un aislada colina, 95 metros de alto, se levanta a pocos kilómetros detrás de la ciudad, y es un punto de referencia visible para los navegantes. Varios faros están situados cerca de la ciudad.
Punta Abreojos, fue nombrada por Francisco de Bolaños, cuya expedición llegó a la punta, pero no más allá. Abreojos significa "abrir los ojos", y se refiere a las condiciones de navegación traicioneras, con muchas rocas y arrecifes.
A Punta Abreojos se accede por un camino largo con pocas características de interés. Se compone de 500 viviendas, algunas tiendas de comestibles, una pista de aterrizaje, una planta procesadora de mariscos, una ferretería, iglesias, escuelas y una clínica médica. Las principales producción económica es la pesca de la langosta de California y el abulón.

## Demografía
Punta abreojos, es una localidad mexicana del municipio de Mulegé, Baja California Sur.
Sus coordenadas GPS son:
Longitud (dec): -113.574167
Latitud (dec): 26.714444
Se encuentra a una altitud de 20 m s. n. m.
Cuenta con una población de aproximadamente 3000 habitantes
.

## Economía
La principal fuente de ingresos es la pesca de langosta, abulón y especies de escama

## Educación
La comunidad cuenta con una escuela de educación primaria, así como secundaria y un telebachillerato.

## Turismo
En Punta Abreojos el turista pueda dar un interesante recorrido ambientado por bellos e inhóspitos paisajes, el cual le llevará hasta este poblado de pescadores y gente de mar, en cuyos alrededores encontrará atractivas playas y rincones de gran belleza natural. Para quienes gustan de ver la vida sin prisas, es recomendable un paseo con los pescadores que se dedican a extraer del mar ricos productos como abulón, caracol y langosta. Un camino de terracería de 18 km le conducirá hacia otro atractivo poblado pesquero llamado La Bocana, donde hay un gran estero propio para paseos en lancha o disfrutar de las playas vecinas.  113 km al suroeste de San Ignacio, por la carretera Núm. 1. Desviación a la izquierda en el km 26, por carretera revestida. 